# 28e cérémonie des prix Génie
La 28e cérémonie des prix Génie s'est déroulé le 3 mars 2008 pour récompenser les films sortis en 2007. La cérémonie a eu lieu au Palais des congrès du Toronto métropolitain (Ontario, Canada). L'émission a été diffusée sur E! et Independent Film Channel et animée par Sandra Oh.
Les candidatures pour l'année 2008 ont soulevé une  controverse quand le réalisateur Jason Reitman a publié une déclaration exprimant sa déception que le film à succès Juno, qui a eu un réalisateur canadien, des vedettes canadiennes (Elliot Page et Michael Cera) une équipe technique canadienne et a été filmé au Canada, n'était pas admissible pour les nominations. Sara Morton, présidente de l'Académie canadienne du cinéma et de la télévision, a publié une déclaration indiquant que le film, ayant été produit par un studio de cinéma américain, n'a pas été proposé pour le prix Génie.

## Palmarès
Les nommés et gagnants des différents Prix Génie 2008 sont les suivants,,:

### Meilleur film
- Loin d'elle (Away from Her), Daniel Iron, Simone Urdl, Jennifer Weiss
  - L'Âge des ténèbres (Days of Darkness) ; Denise Robert, Daniel Louis
  - Continental, un film sans fusil (Continental, a Film Without Guns) ; Luc Déry, Kim McCraw
  - Eastern Promises ; Robert Lantos, Paul Webster
  - J'ai serré la main du diable (Shake Hands with the Devil) ; Laszlo Barna, Michael Donovan

### Meilleur acteur
- Gordon Pinsent, Loin d'elle (Away from Her)
  - Viggo Mortensen, Eastern Promises
  - Marc Labrèche, L'Âge des ténèbres (Days of Darkness)
  - Claude Legault, Les 3 P'tits Cochons (The 3 Little Pigs)
  - Roy Dupuis, J'ai serré la main du diable (Shake Hands with the Devil)

### Meilleur acteur dans un second rôle
- Armin Mueller-Stahl, Eastern Promises
  - Gilbert Sicotte, Continental, un film sans fusil (Continental, a Film Without Guns)
  - Guillaume Lemay-Thivierge, Les 3 P'tits Cochons (The 3 Little Pigs)
  - Danny Glover, Poor Boy's Game
  - Michel Ange Nzojibwami, J'ai serré la main du diable (Shake Hands with the Devil)

### Meilleure actrice
- Julie Christie, Loin d'elle (Away from Her)
  - Béatrice Picard, Ma tante Aline (My Aunt Aline)
  - Elliot Page, The Tracey Fragments
  - Anne-Marie Cadieux, Toi (You)
  - Molly Parker, Who Loves the Sun

### Meilleure actrice dans un second rôle
- Kristen Thomson, Loin d'elle (Away from Her)
  - Fanny Mallette, Continental, un film sans fusil (Continental, a Film Without Guns)
  - Marie-Ginette Guay, Continental, un film sans fusil (Continental, a Film Without Guns)
  - Laurence Leboeuf, Ma fille, mon ange (My Daughter, My Angel)
  - Véronique Le Flaguais, Surviving My Mother

### Meilleur réalisateur
- Sarah Polley, Loin d'elle (Away from Her)
  - David Cronenberg, Eastern Promises
  - Denys Arcand, L'Âge des ténèbres (Days of Darkness)
  - Roger Spottiswoode, J'ai serré la main du diable (Shake Hands with the Devil)
  - Bruce McDonald, The Tracey Fragments

### Meilleure direction artistique
- Rob Gray, James Willcock, Fido
  - André-Line Beauparlant, Continental, un film sans fusil (Continental, a Film Without Guns)
  - Carol Spier, Eastern Promises
  - Lindsey Hermer-Bell, Justin Craig, J'ai serré la main du diable (Shake Hands with the Devil)
  - François Séguin, Soie (Silk)

### Meilleure photographie
- Peter Suschitzky, Eastern Promises
  - Bruce Chun, Nitro
  - Vic Sarin, Partition
  - Miroslaw Baszak, J'ai serré la main du diable (Shake Hands with the Devil)
  - Alain Dostie, Soie (Silk)

### Meilleurs costumes
- Carlo Poggioli, Kazuko Kurosawa, Soie (Silk)
  - Denise Cronenberg, Eastern Promises
  - Mary E. McLeod, Fido
  - Dolly Ahluwalia, Partition
  - Joyce Schure, J'ai serré la main du diable (Shake Hands with the Devil)

### Meilleur montage
- Ronald Sanders, Eastern Promises
  - David Wharnsby, Loin d'elle (Away from Her)
  - Jean-François Bergeron, Les 3 P'tits Cochons (The 3 Little Pigs)
  - Susan Maggi, Poor Boy's Game
  - Jeremiah Munce, Gareth C. Scales, The Tracey Fragments

### Meilleure adaptation
- Sarah Polley, Loin d'elle (Away from Her) 
  - Michael Donovan, J'ai serré la main du diable (Shake Hands with the Devil)
  - Maureen Medved, The Tracey Fragments

### Meilleur scénario original
- Steve Knight, Eastern Promises
  - Marc-André Lavoie, Simon-Olivier Fecteau, David Gauthier, Bluff
  - Douglas Coupland, Everything's Gone Green
  - Denys Arcand, L'Âge des ténèbres (Days of Darkness)
  - Pierre Lamothe, Claude Lalonde, Les 3 P'tits Cochons (The 3 Little Pigs)

### Meilleur son
- Stuart Wilson, Christian Cooke, Orest Sushko, Mark Zsifkovits, Eastern Promises
  - John J. Thomson, Stephan Carrier, Martin Lee, Citizen Duane
  - Eric Fitz, Jo Caron, Gavin Fernandes, Benoît Leduc, J'ai serré la main du diable (Shake Hands with the Devil)
  - Claude La Haye, Olivier Calvert, Bernard Gariépy Strobl, Hans Peter Strobl, Soie (Silk)
  - John Hazen, Matt Chan, Brad Dawe, The Tracey Fragments

## Prix spéciaux
- Prix Claude-Jutra : Loin d'elle, Sarah Polley
- Prix Bobine d'or : Les 3 P'tits Cochons, Patrick Huard